# 井村屋
井村屋集团株式会社（Imuraya Group co., ltd.）是日本一家食品企业，总部位于三重县津市。

## 公司概述

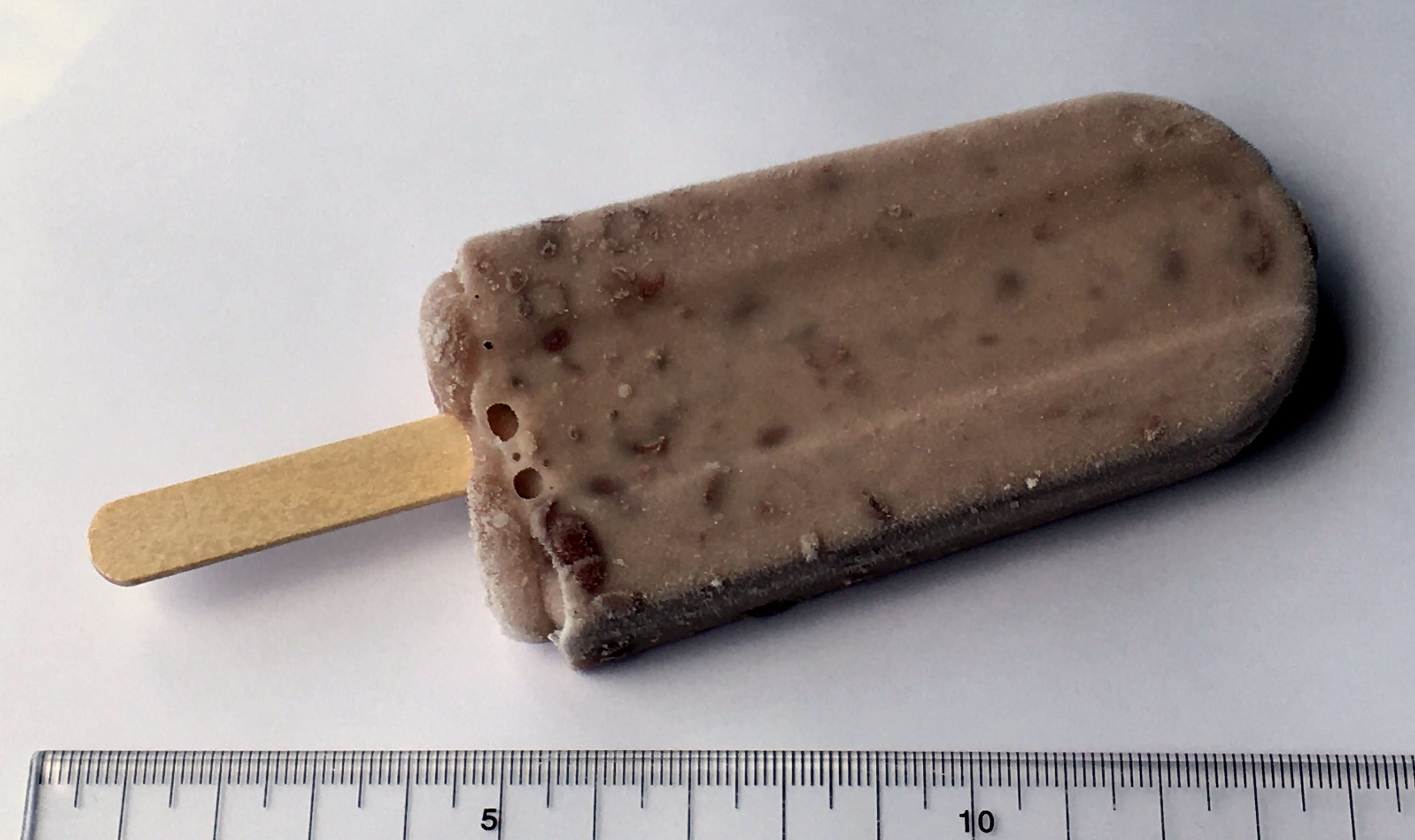
井村屋红豆冰棍

井村屋的主营业务为冷冻甜品，占其总销售额的三成。其招牌产品为红豆冰棍（あずきバー），该冰棍2024财年的销量约达3.3亿条。
2000年，井村屋将业务扩展到中国，主打产品为可思甜乐蛋糕（即长崎蛋糕）。
2009年，井村屋收购美国加州的冰淇淋制造商LA/I.C.，自此进入美国市场。
2019年，井村屋在马来西亚设立子公司，其招牌红豆冰棍获得清真认证。